# Chinese theecultuur

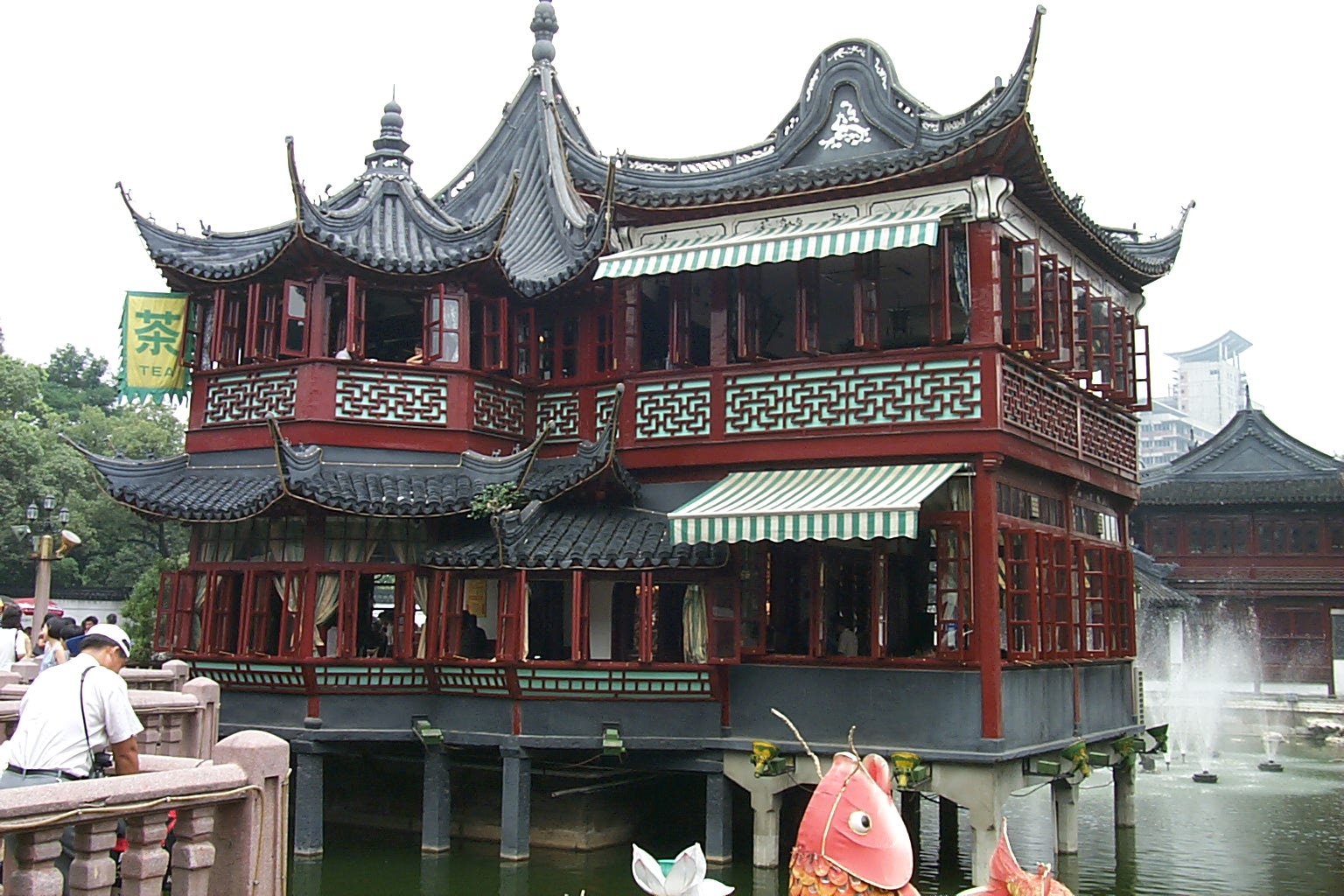
Een theehuis in Shanghai

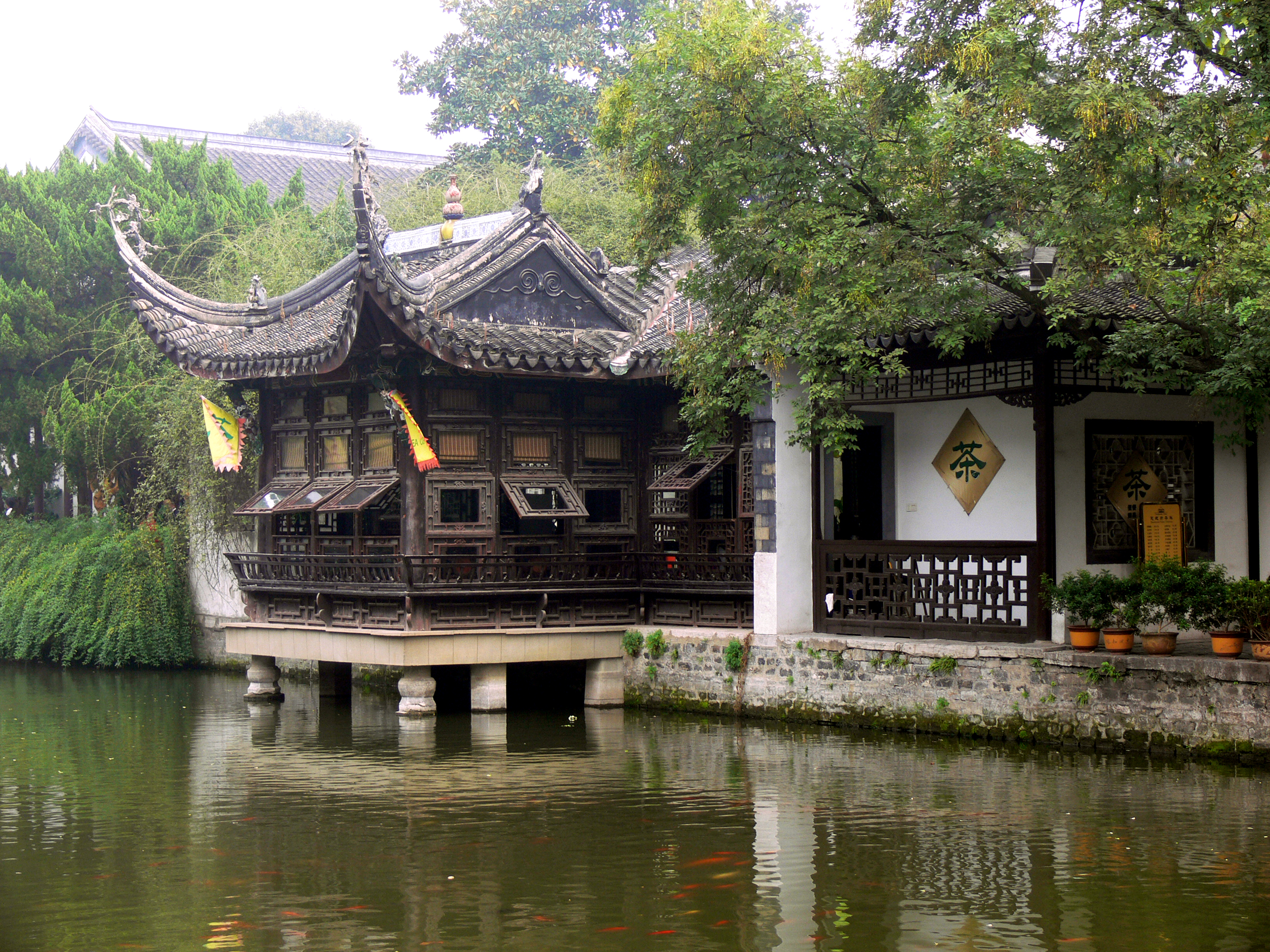
Een theehuis in Nanking

De Chinese theecultuur is rond de 2000 jaar oud en daarmee de oudste theecultuur in de wereld. Japan heeft in de loop van de tijd de theecultuur van China overgenomen en verfijnd. Ook in China is er een eigen theeceremonie die vertaald theekunst wordt genoemd. Na de grote onderdrukking tijdens de Culturele Revolutie vanaf 1966 en de sluiting van veel theehuizen, is ze in de jaren '00 echter alleen nog in het zuiden en het westen (en op Taiwan) verbreid. Het drinken van thee is voornamelijk een familieaangelegenheid, waarbij er hoofdzakelijk ongezoete groene thee wordt geschonken.
Theebladen werden sinds de Ming-dynastie samengeperst tot theeblokken. Hiervan werd thee gemaakt om te drinken en dit werd ook gebruikt als voedsel en betaalmiddel.

## Teelt en verschillende soorten
Thee wordt vooral in het zuiden van China verbouwd. De groene thee komt uit de oostelijke provincies Zhejiang, Anhui en Fujian; de rode thee uit de provincie Yunnan, de Oolong-thee uit Fujian (ook in Taiwan), de gele thee uit Hunan en de zwarte thee uit Sichuan en Yunnan.
In China onderscheidt men zes belangrijke verschillende theesoorten:
- lü chá (绿茶) - groene thee
- hóng chá (红茶) - rode thee (in het Westen ook wel zwarte thee genoemd)
- Oolong chá (乌龙茶) - half-gefermenteerde thee
- bái chá (白茶) - witte thee
- huáng chá (黄茶）- gele thee
- Fang chá （方茶）- geperste thee

## Geschiedenis

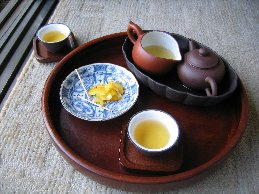
Dienblad met Chinese en toebehoren

China is het moederland van de theeteelt. Wanneer er precies mee begonnen is, is niet meer te achterhalen. Zeker is echter dat er in 221 v.Chr. al belasting op thee bestond. De Chinese theeceremonie werd niet zo sterk verfijnd en verhoogd als dat dit in Japan het geval was. Daarentegen is de Chinese theeceremonie meer onder de gehele bevolking verbreid.
Tijdens de Tang-dynastie (618-907) werd thee door adel en geleerden gedronken. In deze tijd begonnen ook de monniken in boeddhistische kloosters tijdens hun soms uren durende meditaties thee te drinken om wakker te blijven. Deze gebruikswijze zou voor het eerst in het Lingyang-klooster op de berg Taishan zijn begonnen en zich van daaruit verbreid hebben. Na enige tijd begonnen de kloosters zelf theeplanten te verbouwen. In de Tang-dynastie verscheen wereldwijd het eerste boek over thee, Chajing, geschreven door Lu Yu. In deze fase van de geschiedenis begon ook de thee-export naar het buitenland, eerst naar Japan en Korea.
In de Song-dynastie (960 - 1279) nam de bovenlaag van de bevolking het theedrinken over. Er werden wedstrijden uitgeschreven, wie de beste theesoort van het land vast te stellen. Tegelijkertijd werd de kunst van het koken van thee verfijnd.
In de tijd van de Yuan-dynastie (1279-1368) breidde de consumptie van thee zich uit over de gehele bevolking en tijdens de Ming-dynastie (1368-1644) richtte Zhu Quan, de 17e zoon van keizer Hongwu een School van de Theekunst op.
Vroeger waren er ook veel openbare theehuizen in China. Deze moesten echter tijdens de Culturele Revolutie (vanaf 1966) worden gesloten. In de jaren '00 zijn er in de steden weer enkele theehuizen te vinden. Tijdens de regering van Mao Zedong vluchtten naast veel intellectuelen ook veel theedeskundigen naar Taiwan. In de Chinese families is de theecultuur daarom nog slechts in eenvoudige mate behouden.

## Bereiding

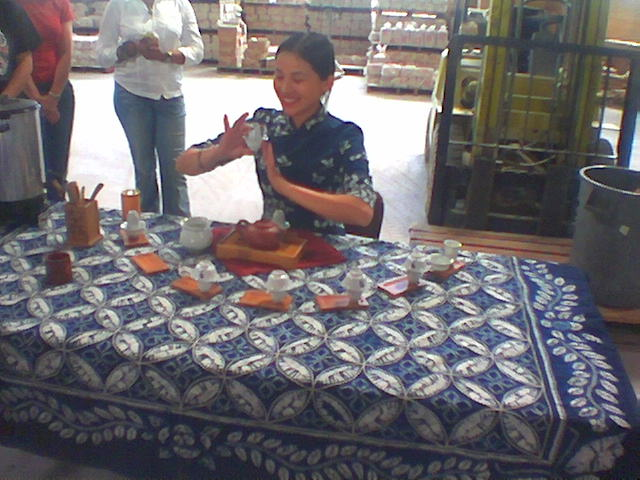
Chinese theemeester met voorbereidingen voor de theeceremonie

Experts onderscheiden drie soorten scholen van de theekunst. In de Tang-fase werd verpulverde thee gebruikt die samen met water werd gekookt totdat het water de juiste kleur aannam. Gezien aan deze thee een snuifje zout werd toegevoegd, wordt deze methode ook wel de School van de gezouten Poederthee genoemd.
Tijdens de Song-dynastie werd de theekunst verfijnd. Het theepoeder werd samen met heet water opgegoten en met een bamboe-bezempje geklopt om het schuimend te maken. De kunst van de theemeester bestond eruit dat het schuim zo lang mogelijk behouden bleef. Dit noemt men de School van de schuimende Jade genoemd.
In de Ming-fase werden gehele theebladeren gebruikt en ontstond de ceremonie met de naam Gong Fu Cha of Kung Fu Cha, die in de jaren 00 nog steeds in Zuid-China (en Taiwan) in stand wordt gehouden. Deze methode heet ook wel de School van de geurende Bladeren genoemd. Voor deze ceremonie wordt Oolong-thee gebruikt.

## Sociale betekenis

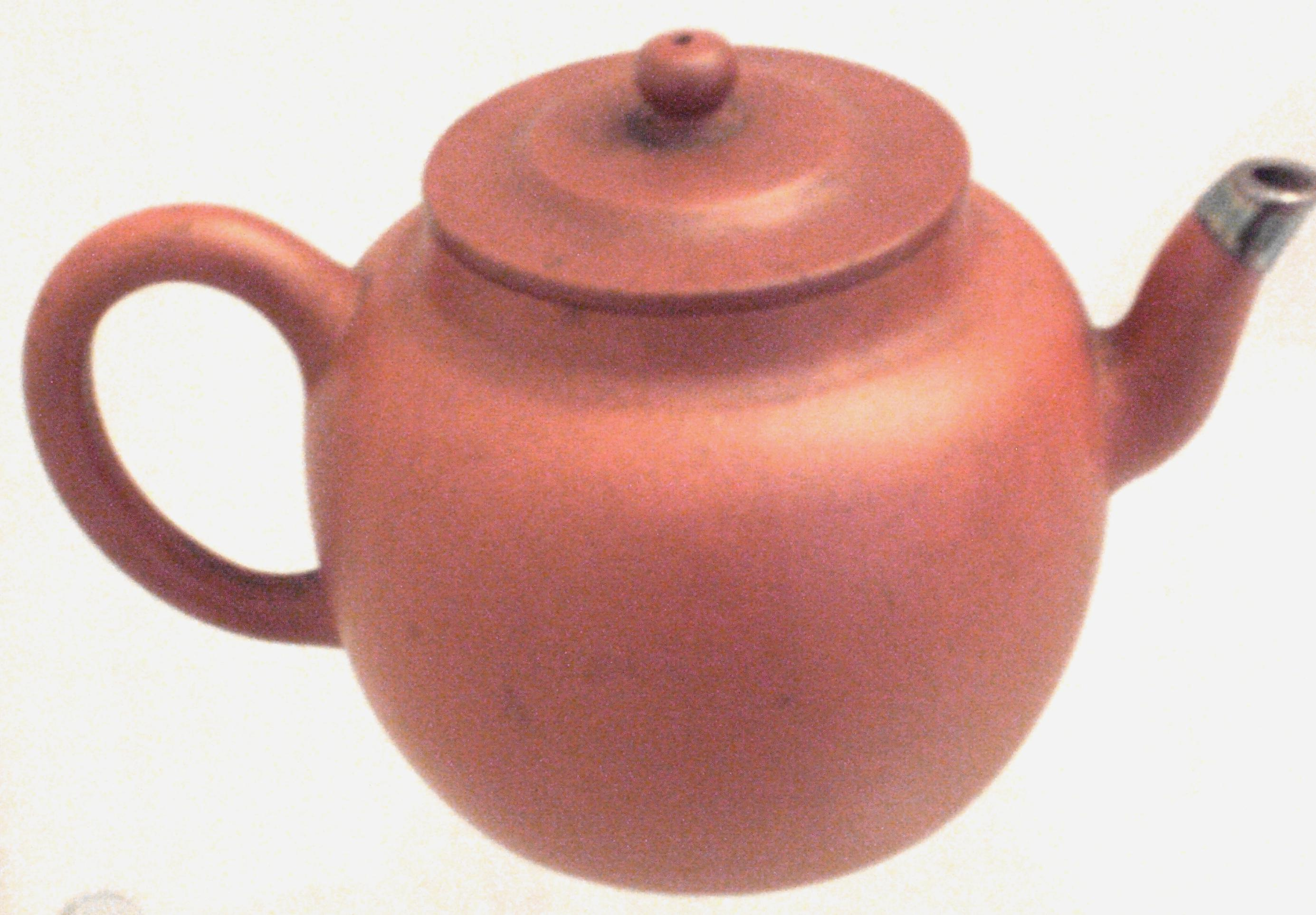
Yixing-theekan, Qing-dynastie

Als teken van achting werden gasten in China thee geserveerd. Deze geste bestaat in de jaren 00 nog steeds. De jongere generatie biedt de oudere generatie thee aan om hun eerbied te betuigen. Het talent om goede thee te bereiden was vroeger ook een belangrijk criterium voor de keuze van een toekomstige schoondochter. In vooraanstaande Han-Chinese families toont de theekan de sociale status van de drinker aan: de dienaar, dagloner en dergelijke dronken thee uit een tinnen theekan, zodat men geen theekopje nodig had. Een kleinere porseleinkan was voor de familie en de gasten bestemd. Het familiehoofd en de eregasten dronken hun thee uit theekopjes met deksels.
Thee speelt ook bij veel gebruiken een belangrijke rol als symbolisch geschenk, vooral bij bruilofts- en verlovingstradities. De naam van het verlovingsgeschenk van Han-Chinezen is bijvoorbeeld gelijk aan theegeschenk. Dit gaat terug op de Song-dynastie, toen het gebruikelijk werd de familie van de uitgezochte bruid thee over te brengen; de huwelijksbemiddelaar noemde men een theedoosdrager.
In de provincie Jiangsu werd de bruidegom op de dag van de bruiloft door de mannelijke familieleden in het huis van de bruid met thee ontvangen, waarbij hij drie kopjes moest drinken die de thee van de deuropening werd genoemd. Daarna mocht hij de bruid zien.
In de provincie Hunan behoorde thee tot het bruiloftsfeest. Het bruidspaar bood de gasten in een rij langs thee aan als teken van eerbied. De gasten beantwoordden die met een geschenk in de vorm van geld als dank. Daarna dronk het bruidspaar een kop thee voor het bijeenbrengen van het hoofdkussen.
Bij de Bai-nationaliteit hoort het theeritueel in de slaapkamer van het bruidspaar tot het huwelijksritueel. Het paar biedt de aanwezige gasten drie maal achter elkaar thee aan: eerst bittere thee, daarna gezoete thee met nootjes en ten slotte zoete melkthee - eerst bitter, dan zoet en dan een smaak om na te denken.
Voor een schoondochter werd in vroeger tijden verwacht dat ze kundig was in het bereiden van een goede thee. Op de dag na de bruiloft moest ze vroeg opstaan om haar schoonouders thee te serveren. Het was ook gebruikelijk dat de oudste zoon of dochter van een familie de ouders elke morgen uit naam van de kinderen een kopje thee brachten.